# Stylidium maitlandianum
Stylidium maitlandianum är en tvåhjärtbladig växtart som beskrevs av Ernst Georg Pritzel. Stylidium maitlandianum ingår i släktet Stylidium och familjen Stylidiaceae. Inga underarter finns listade i Catalogue of Life.